# Allocebus trichotis
Il chirogaleo dalle orecchie pelose (Allocebus trichotis Günther, 1875) è un lemure della famiglia dei Cheirogaleidae, endemico del Madagascar. È l'unica specie del genere Allocebus.

## Descrizione
È uno dei più piccoli lemuri viventi: è lungo 12,5-14,5 cm ed ha una coda di 15–20 cm. Pesa tra i 75 ed i 100 g.

## Distribuzione e habitat
L'areale di A. trichotis è limitato al Madagascar nord-orientale, in una zona di foresta pluviale compresa tra Tamatave e Morondava.

## Biologia
Sono animali arboricoli e notturni, le cui abitudini sono poco conosciute.
Durante il giorno dormono in nidi di foglie fresche, all'interno di cavità del tronco degli alberi.
Poco si sa sulla loro dieta: osservati in cattività, si nutrono di frutti e insetti. La forma della mandibola, i grandi incisivi superiori e la lunga lingua sono simili a quelli di altre specie che sono solite staccare la corteccia degli alberi  per nutrirsi di linfa e resine vegetali.

## Conservazione
Un tempo ritenuto estinto (ne erano noti solo pochi esemplari impagliati, risalenti al XIX secolo) l'A. trichotis è stato riscoperto nel 1989. In atto la popolazione è stimata al di sotto dei mille esemplari. In base ai criteri della IUCN Red List la specie è considerata vulnerabile.

La Zoological Society of London, in base a criteri di unicità evolutiva e di esiguità della popolazione, considera l'Allocebus trichotis una delle 100 specie di mammiferi a maggiore rischio di estinzione.
Parte del suo areale ricade all'interno di aree naturali protette tra cui il Parco nazionale di Andasibe-Mantadia, il Parco nazionale di Mananara,  il Parco nazionale di Marojejy, il Parco nazionale di Masoala,  il Parco nazionale di Zahamena, la Riserva speciale di Analamazaotra, la Riserva speciale di Marotandrano e la Riserva speciale di Anjanaharibe Sud.